# لیگ یک فوتسال مردان ایران ۱۴۰۰
لیگ یک فوتسال ایران ۱۴۰۰ بیست و سومین فصل لیگ حرفه‌ای ایران و هجدهمین فصل تحت عنوان لیگ یگ فوتسال ایران می‌باشد سه گروه برگزار می‌شود.

## تعداد تیم‌ها بر اساس استان
|    | استان    | تعداد تیم‌ها | تیم‌ها                                              |
| -- | -------- | ----------- | -------------------------------------------------- |
| ۱  | کرمان    | ۳           | شهرداری جیرفت، گهر زمین سیرجان، مس سرچشمه          |
| ۲  | البرز    | ۱           | بوتا پارس ایرانیان                                 |
| ۳  | هرمزگان  | ۲           | فولاد هرمزگان، صنایع پشتیبان هرمزگان               |
| ۴  | سمنان    | ۱           | سبحان فلز گرمسار                                   |
| ۵  | ایلام    | ۱           | شهدای ایلام، شهدای چوار ۶۵ ایلام                   |
| ۶  | زنجان    | ۱           | اسپیناس زنجان                                      |
| ۷  | خوزستان  | ۱           | جندی شاپور دزفول، نفت امیدیه                       |
| ۸  | مرکزی    | ۲           | ایرالکو اراک، شهرداری ساوه                         |
| ۹  | تبریز    | ۲           | فن‌آوران ارتباطات ره‌سو تبریز، عقاب نیرو هوایی تبریز |
| ۱۰ | کرمانشاه | ۱           | شاهین کرمانشاه                                     |
| ۱۱ | تهران    | ۱           | پاس تهران                                          |
| ۱۲ | شیراز    |             |                                                    |

## تغییرات قالب
پس از آن‌که مشکلات برنامه ناشی از همه‌گیری کووید-۱۹ در ایران تغییرات فاحشی را در قالب مسابقات فصل گذشته ایجاد کرد، به فرم رفت و برگشت یک گروهی معمول خود بازگشت.

## فصل

### جدول لیگ
گروه یک
| رده | تیم                      | بازی | برد | تساوی | باخت | زده | خورده | تفاضل | امتیاز |
| --- | ------------------------ | ---- | --- | ----- | ---- | --- | ----- | ----- | ------ |
| ۱   | گهر زمین سیرجان          | ۸    | ۷   | ۱     | ۰    | ۳۵  | ۱۴    | ۲۱    | ۲۲     |
| ۲   | فولاد هرمزگان            | ۱۰   | ۵   | ۳     | ۲    | ۲۱  | ۱۷    | ۴     | ۱۸     |
| ۳   | عقاب نیرو هوایی تبریز    | ۹    | ۵   | ۱     | ۳    | ۲۰  | ۱۴    | ۶     | ۱۶     |
| ۴   | جندی شاپور دزفول         | ۹    | ۴   | ۱     | ۴    | ۲۰  | ۱۵    | ۵     | ۱۳     |
| ۵   | شهدای ایلام              | ۱۰   | ۴   | ۱     | ۵    | ۲۲  | ۲۳    | -۱    | ۱۳     |
| ۶   | اروم آلیاژ ارومیه        | ۱۰   | ۳   | ۱     | ۶    | ۱۵  | ۱۹    | -۴    | ۱۰     |
| ۷   | قند فریمان               | ۷    | ۳   | ۰     | ۴    | ۱۴  | ۱۸    | -۴    | ۹      |
| ۸   | بازارهای روز کوثر اصفهان | ۹    | ۲   | ۳     | ۴    | ۱۴  | ۲۷    | -۱۳   | ۹      |
| ۹   | شهدای چوار ۶۵ ایلام      | ۱۰   | ۰   | ۵     | ۵    | ۲۰  | ۳۴    | -۱۴   |        |

گروه ذوم
| رده | تیم                         | بازی | برد | تساوی | باخت | زده | خورده | تفاضل | امتیاز |
| --- | --------------------------- | ---- | --- | ----- | ---- | --- | ----- | ----- | ------ |
| ۱   | شهرداری ساوه                | ۱۰   | ۷   | ۲     | ۱    | ۳۳  | ۱۶    | ۱۷    | ۲۳     |
| ۲   | پاس تهران                   | ۹    | ۶   | ۲     | ۱    | ۲۵  | ۱۴    | ۱۱    | ۲۰     |
| ۳   | اسپیناس زنجان               | ۱۰   | ۵   | ۱     | ۴    | ۲۰  | ۲۰    | ۰     | ۱۶     |
| ۴   | فن‌آوران ارتباطات ره‌سو تبریز | ۱۰   | ۴   | ۲     | ۴    | ۲۸  | ۳۰    | -۲    | ۱۴     |
| ۵   | مس سرچشمه                   | ۷    | ۳   | ۱     | ۳    | ۲۱  | ۲۲    | -۱    | ۱۰     |
| ۶   | سبحان فلز گرمسار            | ۹    | ۲   | ۴     | ۳    | ۱۹  | ۲۲    | -۳    | ۱۰     |
| ۷   | نفت امیدیه                  | ۹    | ۳   | ۰     | ۶    | ۱۱  | ۱۹    | -۸    | ۹      |
| ۸   | شاهین کرمانشاه              | ۸    | ۲   | ۲     | ۴    | ۱۵  | ۱۸    | -۳    | ۸      |
| ۹   | پوشاک امیلی اردبیل          | ۱۰   | ۱   | ۲     | ۷    | ۱۶  | ۲۷    | -۱۱   |        |

گروه سه
| رده | تیم                     | بازی | برد | تساوی | باخت | زده | خورده | تفاضل | امتیاز |
| --- | ----------------------- | ---- | --- | ----- | ---- | --- | ----- | ----- | ------ |
| ۱   | رعد پدافند هوایی اصفهان | ۹    | ۶   | ۰     | ۳    | ۲۴  | ۲۳    | ۱     | ۱۸     |
| ۲   | استعدادهای درخشان مشهد  | ۸    | ۵   | ۲     | ۱    | ۲۲  | ۱۳    | ۹     | ۱۷     |
| ۳   | صنایع پشتیبان هرمزگان   | ۸    | ۴   | ۳     | ۱    | ۲۴  | ۱۵    | ۹     | ۱۵     |
| ۴   | بوتا پارس ایرانیان      | ۹    | ۴   | ۳     | ۲    | ۲۵  | ۱۸    | ۷     | ۱۵     |
| ۵   | ایرالکو اراک            | ۸    | ۴   | ۲     | ۲    | ۲۱  | ۱۵    | ۶     | ۱۴     |
| ۶   | آروین قالا ماکو         | ۷    | ۳   | ۰     | ۴    | ۱۶  | ۱۵    | ۱     | ۹      |
| ۷   | شهرداری جیرفت           | ۸    | ۱   | ۰     | ۷    | ۱۲  | ۲۷    | -۱۵   | ۳      |
| ۸   | هیئت فوتبال داراب       | ۹    | ۱   | ۰     | ۸    | ۱۱  | ۲۹    | -۱۸   |        |